# Rodrigo Palacio
Rodrigo Sebastián Palacio Alcalde (ur. 5 lutego 1982 w Bahia Blanca) – argentyński piłkarz, reprezentant Argentyny.

## Kariera klubowa

### Początki
Rodrigo Palacio jest wychowankiem Bella Vista Bahía Blanca, dla którego pierwszy oficjalny mecz rozegrał w 2001 r. Zawodową karierę kontynuował od 2002 w klubie Huracán Tres Arroyos, do którego przeniósł się za 60 tysięcy dolarów. Debiutował w drużynie El Globito 25 sierpnia 2002 w meczu z Juventud Antoniana Salta, w którym też zdobył pierwszego gola. Na początku 2004 r. był testowany przez Betis Sewilla. Coraz lepsza gra sprawiła, że podpisał kontrakt z Club Atlético Banfield, który zapłacił za niego 250 tysięcy dolarów.

### Boca Juniors
Po zakończeniu rundy Clausura w roku 2004 został dostrzeżony przez ekipę Boca Juniors i kupiony latem 2005 r. przez ten klub za 190 tysięcy euro. Debiutował w meczu z Racingiem. Pierwsze trafienie zaliczył 18 stycznia 2005 w starciu z Independiente. 7 sierpnia dwukrotnie pokonał bramkarza w meczu z Gimnasia y Esgrima Jujuy. 2 października powtórzył to w spotkaniu z Quilmes Atlético Club. W sezonie 2005/2006 strzelił 22 gole i został najlepszym strzelcem w drużynie. Przyczynił się do zdobycia mistrzostwa ligi argentyńskiej obydwu rund. Dzięki bardzo dobrej formie został wybrany przez fanów zespołu najlepszym zawodnikiem sezonu 2005/06. Z Boca wygrał: Copa Libertadores (2007), Copa Sudamericana (2005) i trzy razy Recopa Sudamericana (2005, 2006, 2008). 8 kwietnia 2007 zdobył dwie bramki w meczu z Velez Sarsfield. W trakcie Torneo Inicial 2006/07 dwukrotnie strzelał bramki: San Lorenzo (27 sierpnia 2006), Gimnasią (10 września), Velezem (1 października) i Colon Santa Fe (26 listopada). 16 września 2007 zaliczył trzy asysty w starciu z Banfield. W grudniu 2007 brał udział w Klubowych Mistrzostwach Świata. Zakończyły się one porażką Boca w finale z Milanem 4:2, w którym Rodrigo zdobył jedną z bramek. Po turnieju został ogłoszony 3 najlepszym piłkarzem. 8 czerwca zdobył gola i zaliczył dwie asysty w spotkaniu z Lanus. 7 marca dwukrotnie pokonał golkipera Atlasu Guadalajara w potyczce fazy grupowej Copa Libertadores. 22 czerwca 2008 w meczu z CA Tigre zdobył 2 gole i asystował przy dwóch kolejnych. Dla Boca Juniors zagrał w 130 meczach ligowych i strzelił 55 bramek.

### Genoa
17 lipca 2009 roku Palacio podpisał 4-letni kontrakt z włoskim zespołem Genoa FC, który zapłacił za niego 4,9 mln euro. Miał w nim zastąpić sprzedanego Diego Milito. Debiut Palacia w nowych barwach przypadł na kwalifikacyjne spotkanie do Ligi Europy z Odense BK. W Serie A zaczął występować od meczu z AS Roma rozegranego 23 sierpnia. Pierwszą bramkę zdobył dopiero 5 listopada 2009 z Lille OSC (3:2), gdyż uniemożliwiła mu wcześniej grę kontuzja kostki. 6 grudnia w meczu z FC Parma zdobył premierwoego gola w Serie A. 14 marca miał udział przy 3 golach strzelonych Cagliari Calcio – strzelił bramkę i asystował przy dwóch. 18 kwietnia 2010 zaliczył dwa trafienia z Parmą. 20 lutego 2011 zdobył dwie bramki i asystował przy trzeciej w meczu z Romą. 17 kwietnia 2011 w starciu z Brescią (3:0) zaliczył asysty przy wszystkich trzech golach dla Genoy. 23 kwietnia dwukrotnie pokonał bramkarza US Lecce. Szczególnie udany był dla niego sezon 2011/12 w którym zdobył 19 bramek w lidze, co stanowiło 4 rezultat w Serie A. Ustrzelił wtedy 4 dublety w lidze: z Catanią (21 września), US Palermo (22 stycznia), SSC Napoli (29 stycznia) oraz Parmą (25 lutego) i jeden w Pucharze Włoch z AG Nocerina. Niemal w pojedynkę ograł 21 września Catanię (3:0), której zaaplikował 2 trafienia oraz asystował przy trzecim. Bramkarza w meczu z Lacjum rozegranym 5 lutego 2012 r. pokonał zaskakującym uderzeniem piętą. 6 maja otrzymał w spotkaniu z US Palermo pierwszą we Włoszech czerwoną kartkę. Ogółem w Genoi zagrał w 90 meczach ligowych i zdobył w nich 35 goli.

### Inter

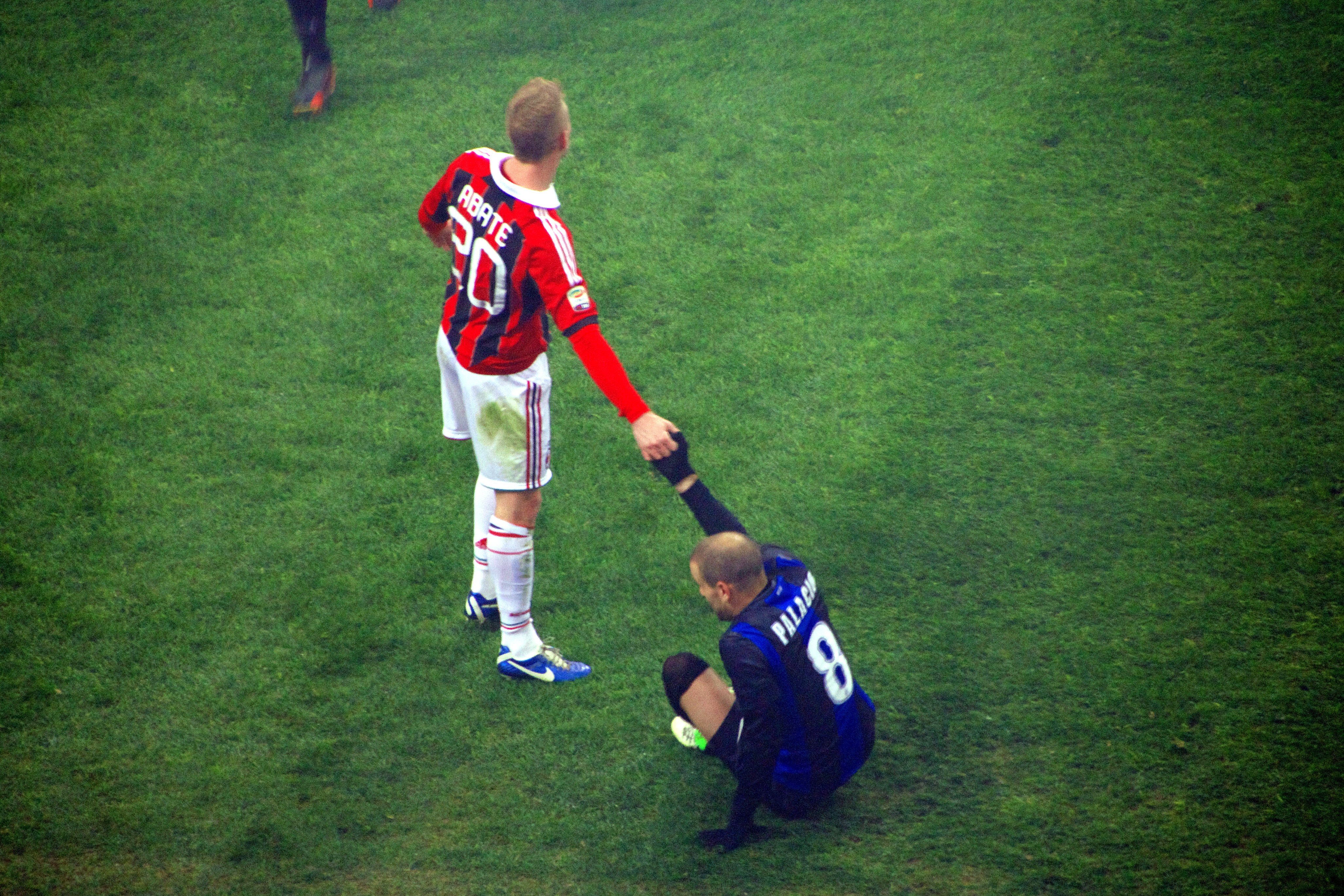
Palacio i Ignazio Abate podczas meczu derbowego (luty 2013)

W 2012 roku przeszedł do Interu Mediolan, który chciał pozyskać Palacio rok wcześniej, za 10,5 mln euro. Z tytułu trzyletniego kontraktu otrzymuje 2,5 mln euro rocznie. Pierwszy mecz w barwach Interu rozegrał 2 sierpnia przeciwko Hajdukowi Split w Lidze Europy (3:0). W rozegranym 23 sierpnia meczu Ligi Europy z FC Vaslui zdobył pierwszego gola w nowych barwach. 18 grudnia w meczu Pucharu Włoch stanął w bramce Interu na kilkanaście minut, gdyż bramkarz La Beneamata doznał kontuzji, a limit zmian został wyczerpany. 3 marca 2013 r. w spotkaniu Interu z Catanią po wejściu po przerwie strzelił dwie bramki oraz zanotował asystę czym odwrócił losy meczu w którym Mediolańczycy przegrywali już 0:2. W rozgrywkach Ligi Europy 2012/13 strzelił 6 bramek w części zasadniczej: dwie w drugim meczu z Partizanem (8 listopada), jedną w pierwszym, dwie w pierwszym spotkaniu 2 rundy z CFR Cluj (14 lutego), a w rewanżowym starciu w 1/16 z Tottenhamem do gola dołożył asystę. Ponadto w eliminacjach dwukrotnie zdobył po golu w dwumeczu z FC Vaslui. 3 kwietnia dwa razy zmusił do kapitulacji bramkarza Sampdorii. 30 czerwca 2017 roku wygasł jego kontrakt z Interem.

## Kariera reprezentacyjna
Debiut w kadrze nastąpił 9 marca 2005 r. w meczu przeciwko Meksykowi (1:1). Następnie Palacio został powołany przez trenera Jose Pekermana do 23-osobowej kadry reprezentacji Argentyny na Mistrzostwa Świata w Niemczech. Na turnieju tym Palacio zagrał tylko w meczu przeciwko drużynie Wybrzeża Kości Słoniowej, kiedy to w 64 minucie zmienił Hernána Crespo. Rok 2007 to występ w barwach Argentyny na Copa America, który zakończył się zdobycie srebra. Pierwszą bramkę w narodowych barwach zdobył 15 lipca 2008 w meczu z Ekwadorem (1:1).

## Styl gry
Palacio najlepiej czuje się grając na skrzydle lub za wysuniętym napastnikiem, ale z konieczności potrafi i to całkiem dobrze zagrać jako wysunięty napastnik. Dysponuje dobrą szybkością, wyszkoleniem technicznym, dryblingiem oraz siłą.

## Sukcesy
Klubowe
- Mistrzostwo Argentyny (3): Apertura 2005, Clausura 2006, Apertura 2008
- Copa Libertadores: 2007
- Copa Sudamericana: 2005
- Recopa Sudamericana (3): 2005, 2006, 2008

Indywidualne
- król strzelców ligi argentyńskiej: Apertura 2006
- Brązowa Piłka FIFA Club World Cup: 2007
- Premios Jorge Newbery: 2008
- najskuteczniejszy zawodnik w historii Recopa Sudamericana
- Najlepsza jedenastka Ameryki: 2005, 2006[19]

Reprezentacyjne
- Copa America 2007: srebro
- Mistrzostwa Świata 2014:  Srebrny

Rekordy
- Najstarszy strzelec hat-tricka w historii Serie A (39 lat i 86 dni). Rekord ustanowił 2 maja 2021 roku w zremisowanym 3 - 3 meczu przeciwko Fiorentinie.[20]

## Życie prywatne
Jest synem Joségo Ramóna Palacia, który był piłkarzem Olimpo Bahía Blanca w latach 80. Dzięki hiszpańskim korzeniom (jego rodzina wywodzi się z Kantabrii) posiada obywatelstwo Hiszpanii. Jego zwisający z tyłu głowy kucyk, będący jego znakiem rozpoznawczym, to Trenza, którego nikt nie może dotykać. Zapuścił go po skończeniu 18 lat, gdy postanowił krótko się obcinać. Ma z Wendy, która jest jego partnerką, syna Juana. W rodzinnym Bahia Blanca ma swój dom do którego wraca na coroczne wakacje.
Lubi grać na PlayStation, słuchać rocka oraz koszykówkę, którą kiedyś trenował. Jako dziecko kibicował Gimnasii y Esgrimie i marzył, aby zostać piłkarzem.

## Statystyki

### Klubowe
| Klub                          | Sezon                         | Kraj                          | Rozgrywki                     | Mecze | Bramki | Asysty |
| ----------------------------- | ----------------------------- | ----------------------------- | ----------------------------- | ----- | ------ | ------ |
| Huracan                       | 2002/2003                     | Argentyna                     | Primera B Nacional            | 34    | 7      |        |
| Huracan                       | 2003/2004                     | Argentyna                     | Primera B Nacional            | 19    | 8      |        |
| Huracan                       | Razem                         | Argentyna                     | Primera B Nacional            | 53    | 15     | -      |
| Banfield                      | 2003/2004                     | Argentyna                     | Primera División              | 19    | 2      |        |
| Banfield                      | 2004/2005                     | Argentyna                     | Primera División              | 17    | 7      |        |
| Banfield                      | Razem                         | Argentyna                     | Primera División              | 36    | 9      | -      |
| Boca Juniors                  | 2004/2005                     | Argentyna                     | Primera División              | 15    | 3      |        |
| Boca Juniors                  | 2005/2006                     | Argentyna                     | Primera División              | 32    | 17     |        |
| Boca Juniors                  | 2006/2007                     | Argentyna                     | Primera División              | 32    | 19     |        |
| Boca Juniors                  | 2007/2008                     | Argentyna                     | Primera División              | 31    | 10     | 13     |
| Boca Juniors                  | 2008/2009                     | Argentyna                     | Primera División              | 20    | 5      | 4      |
| Boca Juniors                  | Razem                         | Argentyna                     | Primera División              | 130   | 54     | 17     |
| Genoa CFC                     | 2009/2010                     | Włochy                        | Serie A                       | 31    | 7      | 11     |
| Genoa CFC                     | 2010/2011                     | Włochy                        | Serie A                       | 27    | 9      | 10     |
| Genoa CFC                     | 2011/2012                     | Włochy                        | Serie A                       | 32    | 19     | 7      |
| Genoa CFC                     | Razem                         | Włochy                        | Serie A                       | 90    | 35     | 28     |
| Inter Mediolan                | 2012/2013                     | Włochy                        | Serie A                       | 26    | 12     | 4      |
| Inter Mediolan                | 2013/2014                     | Włochy                        | Serie A                       | 37    | 17     | 7      |
| Inter Mediolan                | 2014/2015                     | Włochy                        | Serie A                       | 35    | 8      | 8      |
| Inter Mediolan                | 2015/2016                     | Włochy                        | Serie A                       | 27    | 2      | 4      |
| Inter Mediolan                | 2016/2017                     | Włochy                        | Serie A                       | 15    | 0      | 3      |
| Inter Mediolan                | Razem                         | Włochy                        | Serie A                       | 140   | 39     | 26     |
| Łącznie w lidze argentyńskiej | Łącznie w lidze argentyńskiej | Łącznie w lidze argentyńskiej | Łącznie w lidze argentyńskiej | 219   | 78     | 17     |
| Łącznie w Serie A             | Łącznie w Serie A             | Łącznie w Serie A             | Łącznie w Serie A             | 230   | 74     | 54     |
| Ogółem                        | Ogółem                        | Ogółem                        | Ogółem                        | 449   | 152    | 71     |

### Reprezentacyjne
| \| Lp \| Data \| Miejsce \| Rezultat \| Rywal \| Rozgrywki \| Bramki \| Minuty \| \| -- \| -------------------- \| ------------------------------------------------------- \| -------- \| ------------------------ \| -------------------------------------- \| ------ \| ------ \| \| 1 \| 9 marca 2005 \| Los Angeles \| 1:1 \| Meksyk \| mecz towarzyski \| 0 \| \| \| 2 \| 26 marca 2005 \| Estadio Hernando Siles, La Paz \| 1:2 \| Boliwia \| eliminacje do MŚ 2006 \| 0 \| \| \| 3 \| 10 czerwca 2006 \| Imtech Arena, Hamburg \| 2:1 \| Wybrzeże Kości Słoniowej \| Mistrzostwa Świata w Piłce Nożnej 2006 \| 0 \| 27 \| \| 4 \| 17 kwietnia 2007 \| Estadio Malvinas Argentinas, Mendoza \| 0:0 \| Chile \| mecz towarzyski \| 0 \| 90 \| \| 5 \| 5 lipca 2007 \| Estadio Metropolitano de Fútbol de Lara, Barquisimeto \| 1:0 \| Paragwaj \| Copa América 2007 \| 0 \| 90 \| \| 6 \| 11 lipca 2007 \| Estadio Polideportivo Cachamay, Puerto Ordaz \| 0:3 \| Meksyk \| Copa América 2007 \| 0 \| 13 \| \| 7 \| 15 czerwca 2008 \| Estadio Monumental, Buenos Aires \| 1:1 \| Ekwador \| eliminacje do MŚ 2010 \| 1 \| 2 \| \| 8 \| 18 czerwca 2008 \| Estádio Mineirão, Belo Horizonte \| 0:0 \| Brazylia \| eliminacje do MŚ 2010 \| 0 \| 1 \| \| 9 \| 11 października 2011 \| Estadio General José Antonio Anzoátegui, Puerto La Cruz \| 1:0 \| Wenezuela \| eliminacje do MŚ 2014 \| 0 \| 17 \| \| 10 \| 7 września 2012 \| Estadio Olímpico Chateau Carreras, Córdoba \| 3:1 \| Paragwaj \| eliminacje do MŚ 2014 \| 0 \| 26 \| \| 11 \| 22 marca 2013 \| Estadio Monumental, Buenos Aires \| 3:0 \| Wenezuela \| eliminacje do MŚ 2014 \| 0 \| 11 \| \| 12 \| 26 marca 2013 \| Estadio Hernando Siles, La Paz \| 1:1 \| Boliwia \| eliminacje do MŚ 2014 \| 0 \| 85 \| \| 13 \| 11 czerwca 2013 \| Estadio Olímpico Atahualpa, Quito \| 1:1 \| Ekwador \| eliminacje do MŚ 2014 \| 0 \| 89 \| \| 14 \| 14 czerwca 2013 \| Estadio Mateo Flores, Gwatemala \| 0:4 \| Gwatemala \| mecz towarzyski \| 0 \| 22 \| \| 15 \| 14 sierpnia 2013 \| Stadio Olimpico, Rzym \| 2:1 \| Włochy \| mecz towarzyski \| 0 \| 88 \| \| 16 \| 10 września 2013 \| Estadio Defensores Del Chaco, Asunción \| 5:2 \| Paragwaj \| eliminacje do MŚ 2014 \| 0 \| 64 \| |                      |                                                         |          |                          |                                        |        |        |
| Lp | Data                 | Miejsce                                                 | Rezultat | Rywal                    | Rozgrywki                              | Bramki | Minuty |
| 1 | 9 marca 2005         | Los Angeles                                             | 1:1      | Meksyk                   | mecz towarzyski                        | 0      |        |
| 2 | 26 marca 2005        | Estadio Hernando Siles, La Paz                          | 1:2      | Boliwia                  | eliminacje do MŚ 2006                  | 0      |        |
| 3 | 10 czerwca 2006      | Imtech Arena, Hamburg                                   | 2:1      | Wybrzeże Kości Słoniowej | Mistrzostwa Świata w Piłce Nożnej 2006 | 0      | 27     |
| 4 | 17 kwietnia 2007     | Estadio Malvinas Argentinas, Mendoza                    | 0:0      | Chile                    | mecz towarzyski                        | 0      | 90     |
| 5 | 5 lipca 2007         | Estadio Metropolitano de Fútbol de Lara, Barquisimeto   | 1:0      | Paragwaj                 | Copa América 2007                      | 0      | 90     |
| 6 | 11 lipca 2007        | Estadio Polideportivo Cachamay, Puerto Ordaz            | 0:3      | Meksyk                   | Copa América 2007                      | 0      | 13     |
| 7 | 15 czerwca 2008      | Estadio Monumental, Buenos Aires                        | 1:1      | Ekwador                  | eliminacje do MŚ 2010                  | 1      | 2      |
| 8 | 18 czerwca 2008      | Estádio Mineirão, Belo Horizonte                        | 0:0      | Brazylia                 | eliminacje do MŚ 2010                  | 0      | 1      |
| 9 | 11 października 2011 | Estadio General José Antonio Anzoátegui, Puerto La Cruz | 1:0      | Wenezuela                | eliminacje do MŚ 2014                  | 0      | 17     |
| 10 | 7 września 2012      | Estadio Olímpico Chateau Carreras, Córdoba              | 3:1      | Paragwaj                 | eliminacje do MŚ 2014                  | 0      | 26     |
| 11 | 22 marca 2013        | Estadio Monumental, Buenos Aires                        | 3:0      | Wenezuela                | eliminacje do MŚ 2014                  | 0      | 11     |
| 12 | 26 marca 2013        | Estadio Hernando Siles, La Paz                          | 1:1      | Boliwia                  | eliminacje do MŚ 2014                  | 0      | 85     |
| 13 | 11 czerwca 2013      | Estadio Olímpico Atahualpa, Quito                       | 1:1      | Ekwador                  | eliminacje do MŚ 2014                  | 0      | 89     |
| 14 | 14 czerwca 2013      | Estadio Mateo Flores, Gwatemala                         | 0:4      | Gwatemala                | mecz towarzyski                        | 0      | 22     |
| 15 | 14 sierpnia 2013     | Stadio Olimpico, Rzym                                   | 2:1      | Włochy                   | mecz towarzyski                        | 0      | 88     |
| 16 | 10 września 2013     | Estadio Defensores Del Chaco, Asunción                  | 5:2      | Paragwaj                 | eliminacje do MŚ 2014                  | 0      | 64     |